# 장샤오캉

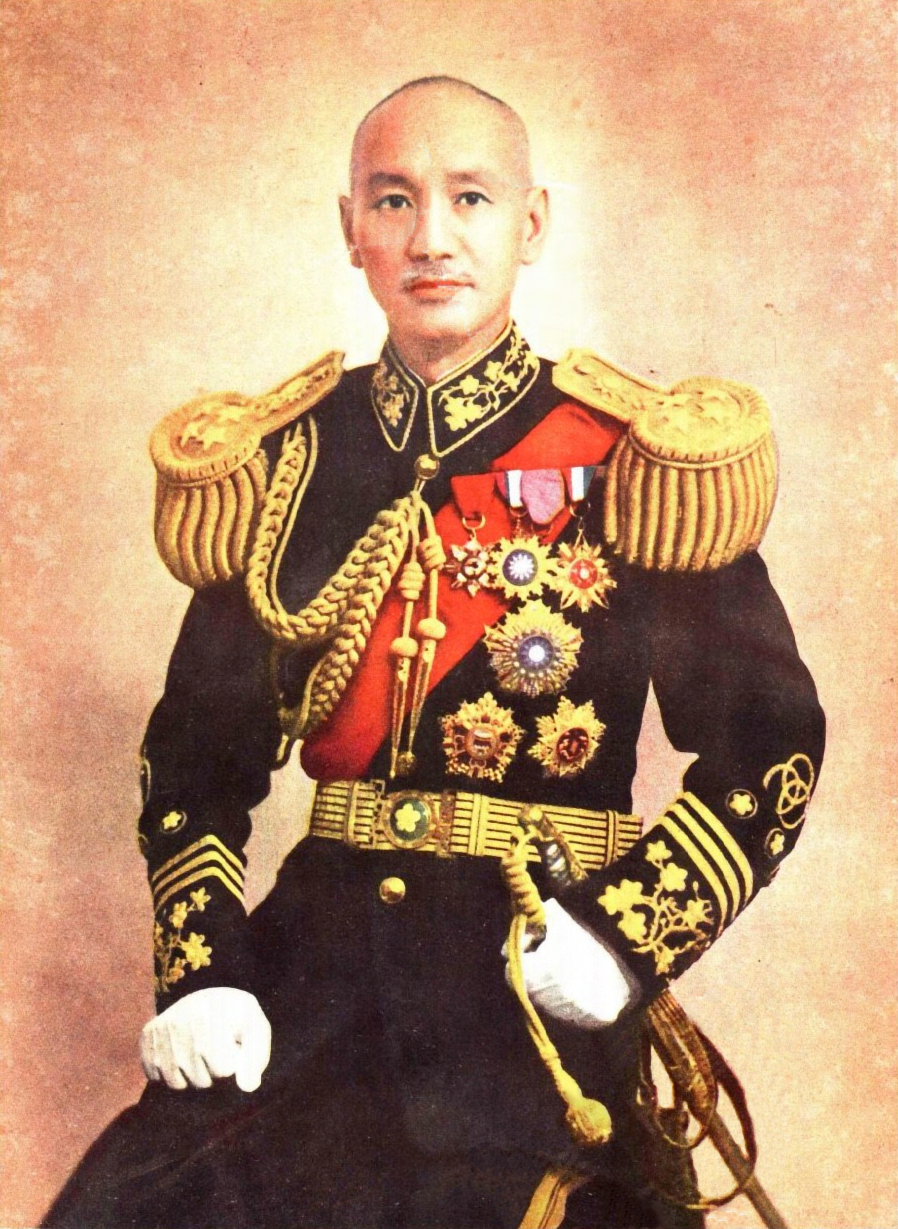
조부 장제스 전직 자유중화민국 총통

장샤오캉(蔣孝剛(장효강), 1963년 9월 12일 ~ )은 중화민국(타이완)의 국제변호사 겸 법조인이자 전직 정치인이기도 하였다.

## 생애

### 직계 가족 관계

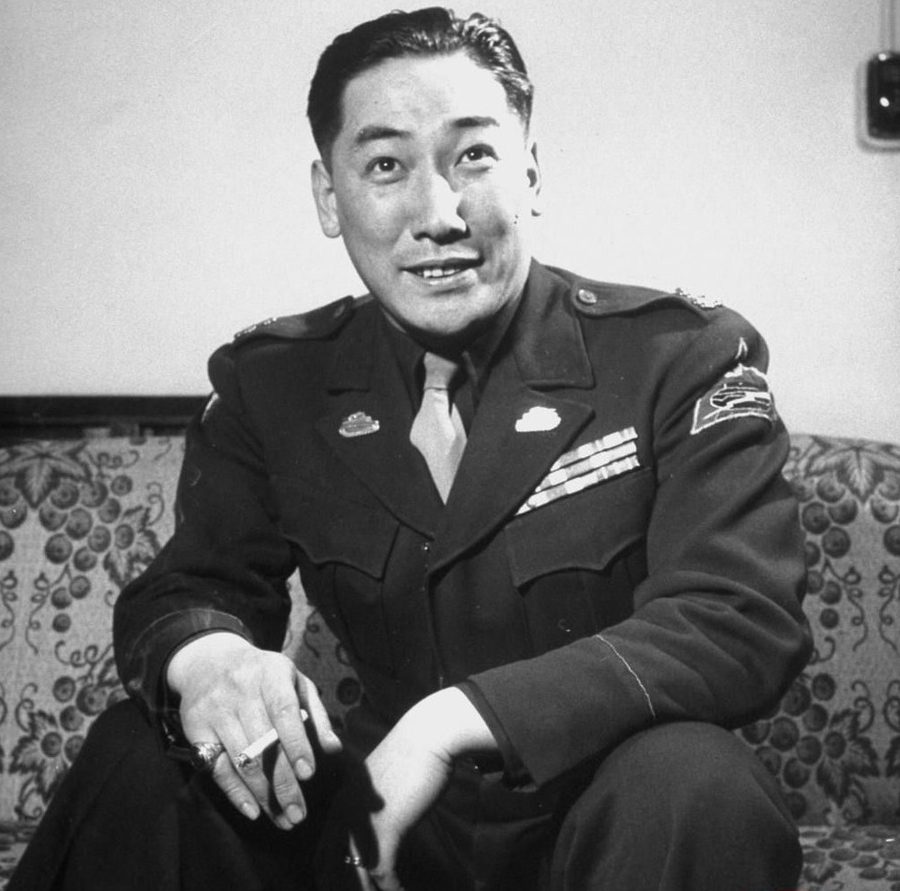
아버지 장웨이궈 전직 자유중화민국 타이완 국가안전회의 비서장

중화민국(타이완)의 국제변호사 출신의 법조인(미국 국제 변호사)이기도 한 그는 중화민국(타이완)의 총통부에서 국가안전회의 비서장 직책을 지낸 장웨이궈(蔣緯國)의 아들이며 중화민국 총통을 지낸 장제스(蔣介石)의 서손자(庶孫子)이다.

### 주요 경력

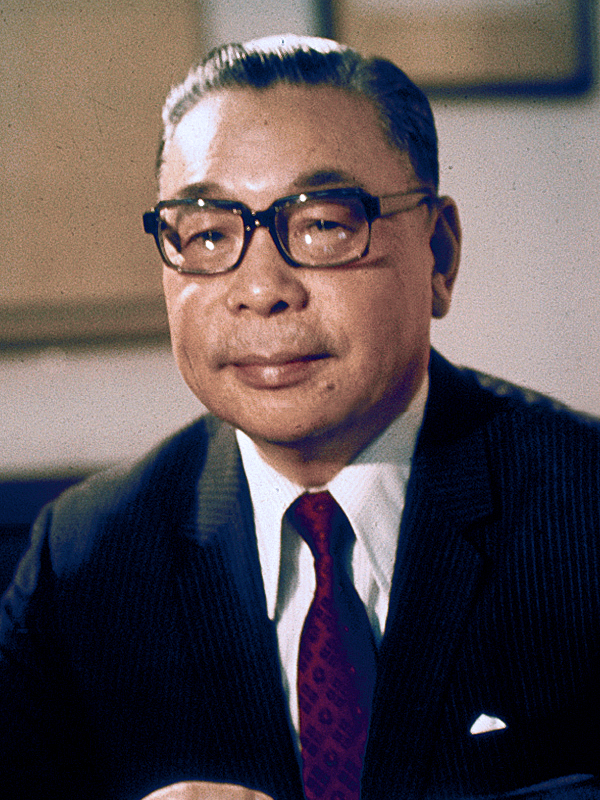
이복 백부 장징궈 전직 자유중화민국 총통

- 중국국민당 당무위원 겸 법조행정위원

### 학력
- 영국 잉글랜드 케임브리지 대학교 법학과 학사
- 미국 뉴욕 시립대학교 대학원 국제법학과 법학석사